# Special Education
«Special Education» es el noveno episodio de la segunda temporada de la serie de televisión musical estadounidense Glee, y el trigésimo primero en su cómputo general. Fue escrito por el cocreador de la serie Brad Falchuk, dirigido por Paris Barclay, y transmitido por la cadena Fox el 30 de noviembre de 2010. En «Special Education», el coro participa en la ronda local del concurso de coros.

## Sinopsis
Comienza con la consultora Emma, quien le dice a Will que en las locales debería darle la oportunidad a otros miembros del coro, sugiriendo que Sam y Quinn canten, y que Brittany y Mike deberían hacer un número musical. Rachel se niega y es cuando Santana le cuenta que tuvo relaciones sexuales con Finn. Will le pide a Puck que reclute a nuevos miembros, ya que Kurt no está con ellos; de esa forma Puck va a los vestuarios, terminando encerrado durante veinticuatro horas en un baño volteado. Lauren Zizes (Ashley Fink) le rescata y él le pide que sea parte del coro, a lo que ella acepta con la condición de pasar siete minutos «en el cielo» con Puck. Kurt audiciona para un solo con el coro de la academia Dalton. Brittany tiene miedo de salir a actuar y Artie le regala un peine que encontró en el lugar, diciéndole que es mágico. Emma le cuenta a Will que no podrá acompañarlos a las locales porque Carl no la deja. Comienza las locales y se presentan los Rebeldes y luego la Academia Dalton. Mientras tanto Rachel se entera de que todos sabían lo de Finn y Santana, provocando fuertes discusiones entre el equipo. Brittany le confiesa a Artie que ella se alejó de él porque había perdido el peine mágico y se terminan besando. Sam y Quinn comienzan a cantar y luego es el turno de Santana, ahí es cuando Britanny y Mike hacen su número musical y todos terminan aplaudiendo. Llega la hora de los puestos: los rebeldes quedan en tercer lugar, y New Directions junto a la Academia Dalton quedan empatados en primer lugar, quedando ambos clasificados para el estatal. Emma le cuenta a Will que con Carl se fue a Las Vegas y que le había pedido matrimonio, por lo que Will la felicita y se va triste. Rachel y Finn retoman su relación, pero de nuevo rompen después de que Rachel le confiesa a Finn que ella quiso tener relaciones sexuales con Puck, mas él se negó en el último momento. Will le pide a Rachel que haga un solo, pero esta se niega y cede la canción a Mercedes y Tina, que terminan cantando y bailando con la nueva adquisición del coro, Lauren, mientras en la oficina de Emma instalan una placa que dice: «Señora Emma Pillsbury-Howell».

## Producción
Los competidores del concurso local se presentaron tres episodios antes, en «Never Been Kissed»: la Academia Dalton de cantantes a capela, una institución donde solo se permiten hombres en Westerville, y los Rebeldes del Municipio de Warren, un programa de educación continua, que consiste en trabajar por las personas mayores para que estas puedan pasar la prueba General Educational Development y por tanto sus títulos.
Personajes recurrentes en este episodio son los miembros del coro Mike Chang (Harry Shum, Jr.) y Sam Evans (Chord Overstreet), los matones de la escuela Karofsky (Max Adler) y Azimio (James Earl), el dentista Carl Howell (John Stamos), y Darren Criss como Blaine, vocalista de Warblers. Vicki Woodlee, madre del coreógrafo de Glee, Zach Woodlee, interpreta a uno de los Rebeldes, quien les dio instrucciones para limitar los movimientos de baile para parecer más realista. Ella reveló los cambios de vestuario que tuvo que aplicarse para emular la apariencia de una persona mayor, incluyendo el uso de pólvora. Las escenas fueron filmadas en el transcurso de cuatro días y los miembros de los Rebeldes poseen edades de 60 a 83 años.

## Música
«Special Education» cuenta con las versiones de seis canciones: «Don't Cry for Me Argentina» del musical Evita, la canción de Mike and the Mechanics «The Living Years», la canción de Train «Hey, Soul Sister», «(I've Had) The Time of My Life» de la película Dirty Dancing,  «Valerie» de The Zutons (aunque específicamente una versión de la versión de Mark Ronson con Amy Winehouse) y «Dog Days Are Over» de Florence and the Machine. Cada canción fue lanzada como sencillo, disponible para descarga digital, con dos versiones separadas de "Don't Cry for Me Argentina", lanzado uno de Chris Colfer (Kurt) y el otro por Lea Michele (Rachel).. «Valerie» y «(I've Had) The Time of my life»  se incluyen en la banda sonora de Glee, Glee: The Music, Volumen 4.
| Título                           | Intérprete(s) en Glee               | Artista(s) original(es)        |
| -------------------------------- | ----------------------------------- | ------------------------------ |
| «Don't Cry For Me Argentina»     | Kurt y Rachel                       | Julie Covington                |
| «The Living Years»               | The Hipsters                        | Mike and the Mechanics         |
| «Hey, Soul Sister»               | The Warblers                        | Train                          |
| «(I've Had) The Time of my Life» | Sam y Quinn                         | Billy Medley y Jennifer Warnes |
| «Valerie»                        | Santana con New Directions.         | Amy Winehouse                  |
| «Dog Days Are Over»              | Mercedes y Tina con New Directions. | Florence + The Machine         |

## Recepción
El episodio recibió críticas muy favorables. El sitio web IGN lo calificó con un 7,5/10. La revista The A. V. Club lo calificó con un B+ (bueno).